# Salvador Canals y Vilaró
Salvador Canals y Vilaró (San Juan de Puerto Rico, 4 d'octubre de 1867 - Barcelona, 1938) fou un polític i periodista valencià, diputat a les Corts Espanyoles durant la restauració borbònica

## Biografia
Era fill d'un funcionari destinat a Puerto Rico, però el 1885 va establir-se a Madrid, on es dedicà al periodisme. El 1891 fou nomenat redactor a París d'El Heraldo de Madrid, fou redactor en cap d'El Mundo i el 1901 creà la revista Nuestro Tiempo (1901-1927), on hi col·laborarien els principals intel·lectuals de l'època fins que fou clausurat per la dictadura de Primo de Rivera.
El 1902 fou nomenat secretari de premsa per Antoni Maura i fou elegit diputat pel Partit Conservador pel districte de Valls a les eleccions generals espanyoles de 1903 i 1905 i pel d'Ávila a les eleccions generals espanyoles de 1907. El 1908-1909 fou nomenat sotsecretari de la presidència del Consell de Ministres. Fou novament elegit diputat pels districtes de Xàtiva i Alacant a les eleccions generals espanyoles de 1910, 1914 i 1916, per València a les de 1919, per Lleida a les de 1920 i novament per Alacant a les de 1923.
Des del 1910 fou cap del Partit Conservador a Alacant, i s'alineà amb Eduardo Dato e Iradier, però no aconseguí superar el predomini liberal, i després de la derrota que patí el 1918 davant la Conjunció Republicano-Socialista va perdre partidaris dins el seu propi partit. Tot i així, fou nomenat novament sotsecretari de la presidència del Consell de Ministres el 1919-1921 i el 1922, i vicepresident del Congrés dels Diputats. Durant la dictadura de Primo de Rivera es va apartar de la política i el 1930 va dimitir com a cap del Partit Conservador.

## Obres
- Los sucesos de España en 1909 (1910)
- La cuestión catalana desde el punto de vista español (1919)
- La crisis exterior de la peseta' (1930)
- Las elecciones de febrero de 1918 en la circunscripción de Alicante (1918)